# Landgericht Kempten

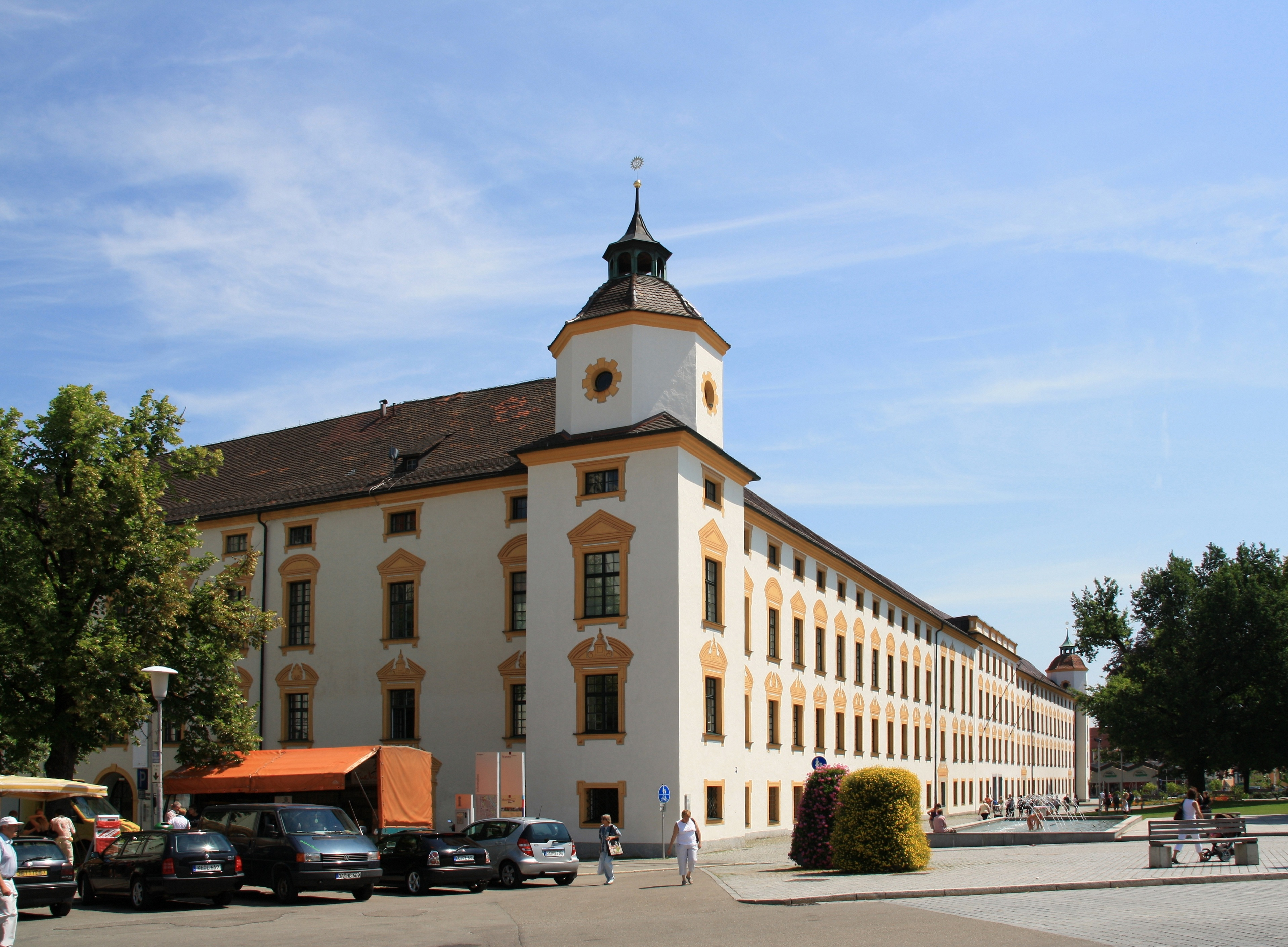
Das Landgericht ist in der ehemaligen Fürstäbtlichen Residenz untergebracht. (2010)

Das Landgericht Kempten ist ein Gericht der ordentlichen Gerichtsbarkeit. Es ist eines von 22 Landgerichten im Freistaat Bayern. Das Landgericht Kempten ist eines von zehn Landgerichten, denen das Oberlandesgericht München übergeordnet ist; nachgeordnet sind die Amtsgerichte in Kempten, Kaufbeuren, Lindau (Bodensee) und Sonthofen.

## Geschichte
Im Jahr 1802 vollzogen kurfürstlich bayerische Truppen die Mediatisierung der Reichsstadt und die Säkularisation des Fürststifts Kempten. 1804 wurde in der Folge ein Landgericht älterer Ordnung in Kempten errichtet. Das Bezirksamt Kempten übernahm bei der Trennung von Verwaltung und Rechtsprechung im Jahr 1862 die Verwaltungsaufgaben vom Landgericht. Mit Inkrafttreten des Gerichtsverfassungsgesetzes am 1. Oktober 1879 wurde das Amtsgericht Kempten gebildet, dessen Sprengel identisch mit dem vorherigen Landgerichtsbezirk Kempten war. Das heutige Landgericht Kempten ging zeitgleich aus dem 1857 gegründeten Bezirksgericht Kempten hervor und umfasste die Amtsgerichte in Füssen, Immenstadt, Kaufbeuren, Kempten, Lindau (Bodensee), Markt Oberdorf, Obergünzburg, Sonthofen und Weiler-Lindenberg. Nach dem Zweiten Weltkrieg wurde am 18. Mai 1946 von den französischen Besatzungsbehörden ein eigenes Landgericht in Lindau als Gericht der zweiten Instanz für den Bayerischen Kreis Lindau gegründet, der als Bindeglied der französischen Besatzungszonen in Österreich und Deutschland einen besonderen staatsrechtlichen Status hatte und dem die Amtsgerichte Lindau und Weiler-Lindenberg zugeordnet waren. Als Revisionsinstanz war das Oberlandesgericht Tübingen vorgesehen. Am 1. September 1955 kehrte Lindau per Gesetz („Lex Lindau“) offiziell nach Bayern zurück. Allerdings wurde eine sieben Monate dauernde Übergangszeit vereinbart und das Konstrukt endete förmlich am 27. März 1956. Das Landgericht Lindau sowie das Verwaltungsgericht Lindau und das Arbeitsgericht Lindau wurden mit Ablauf des 31. März 1956 aufgehoben. Die Bezirke der Amtsgerichte Lindau und Weiler-Lindenberg wurden mit dem gleichen Zeitpunkt wieder dem Landgericht Kempten zugewiesen.

## Landesarbeitsgericht Kempten
Gemäß Arbeitsgerichtsgesetz vom 23. Dezember 1926 wurden in Deutschland Arbeitsgerichte gebildet. Diese waren nur in der ersten Instanz organisatorisch selbstständige Gerichte, die Landesarbeitsgerichte waren den Landgerichten zugeordnet. Am Landgericht Kempten entstand so 1927 das Landesarbeitsgericht Kempten als eines von 23 Landesarbeitsgerichten in Bayern. Es war für den Bezirk des Landgerichts Kempten und des Landgerichts Memmingen zuständig. Sein Sprengel umfasste demnach die Arbeitsgerichte Buchloe, Füssen, Günzburg, Illertissen, Immenstadt, Kaufbeuren, Kempten, Krumbach, Lindau, Memmingen, Mindelheim, Neu-Ulm, Obergünzburg, Schongau und Weiler-Lindenberg. Das Landesarbeitsgericht Kempten wurde bereits zum 1. Januar 1930 aufgehoben, da die Zahl der Landesarbeitsgerichte auf 7 reduziert wurde. Die Aufgaben übernahm das Landesarbeitsgericht Augsburg.

## Landgerichtsbezirk
Der Bezirk des Landgerichts erstreckt sich neben den kreisfreien Städten Kempten (Allgäu) und Kaufbeuren auf die Landkreise Lindau (Bodensee), Ober- und Ostallgäu. Es ist aufgrund der Sonderzuweisung aus § 11a StPO auch für Straftaten zuständig, die von Soldatinnen und Soldaten der Bundeswehr in besonderer Auslandsverwendung außerhalb des Geltungsbereichs der Strafprozessordnung begangen wurden, sofern die Zuständigkeit des Landgerichts nach § 74ff. GVG eröffnet ist. Im Landgerichtsbezirk Kempten sind 498 Rechtsanwälte (Stand: 27. Oktober 2024) zugelassen.

## Juristen, die am Landgericht Kempten tätig waren
- Alexander Hold (Richter)
- Wolfgang Roßmann (Richter), Oberbürgermeister von Kempten (Allgäu) 1990–1996
- Thomas Kreuzer (Staatsanwalt und Richter)